# Метаосадові породи
Метаосадові породи є різновидом метаморфічних порід, вперше утворених шляхом відкладення та затвердіння осадів. Потім порода була похована під наступними нашаруваннями і піддана високому тиску та температурі, що призвело до перекристалізації породи. Загальний склад метаосадової породи може бути використаний для ідентифікації початкової осадової породи, навіть якщо вона зазнала високого ступеня метаморфізму та інтенсивної деформації.

## Види метаосадових порід
| Осадова порода                                   | Метаморфічний еквівалент |
| ------------------------------------------------ | ------------------------ |
| Чистий вапняк                                    | Мармур                   |
| Нечистий (багатий кремнеземом або глиною) вапняк | Вапняно-силікатна порода |
| Аргіліт                                          | Пеліт                    |
| Алевроліт                                        | Напівпеліт               |
| Пісковик                                         | Псаміт, кварцит          |
| Конгломерат                                      | Метаконгломерат          |
| Глинистий сланець                                | Аспідний сланець (шифер) |